# Carrhotus subaffinis
Carrhotus subaffinis là một loài nhện trong họ Salticidae.
Loài này thuộc chi Carrhotus. Carrhotus subaffinis được Lodovico di Caporiacco miêu tả năm 1947.